# Фалез (Ивлен)
Фалез (фр. Falaise) насеље је и општина у Француској у региону Париски регион, у департману Ивлен која припада префектури Мант ла Жоли.
По подацима из 2011. године у општини је живело 607 становника, а густина насељености је износила 202,33 становника/km². Општина се простире на површини од 3,00 km². Налази се на средњој надморској висини од 29 метара (максималној 134 m, а минималној 17 m).

## Демографија
| 1962. | 1968. | 1975. | 1982. | 1990. | 1999. | 2011. |
| ----- | ----- | ----- | ----- | ----- | ----- | ----- |
| 326   | 430   | 429   | 465   | 532   | 607   | 607   |

График промене броја становника у току последњих година